# Super Size Me
Super Size Me är en amerikansk dokumentärfilm från 2004 av Morgan Spurlock.

## Handling
Filmen handlar om en trettiodagarsperiod i Spurlocks liv, under vilken han äter snabbmat från McDonald's tre gånger om dagen. Under denna process får man samtidigt se de stora företagen inom snabbmatsbranschens metoder för att locka människor, speciellt barn, till att köpa mer av deras produkter. Dokumentären tar även upp vilka konsekvenser detta kan föra med sig både psykiskt och fysiskt för konsumenterna.

## Om filmen
Super Size Me är regisserad av den fristående filmskaparen Morgan Spurlock. Filmen hade amerikansk biopremiär den 7 maj 2004 och var relativt framgångsrik för att vara en dokumentärfilm. Den svenska biopremiären var den 17 september samma år.
Sex veckor efter premiären, tillkännagav McDonald's en plan för att fasa ut alternativet Supersize, med hänvisning till behovet av att förenkla menyn och att erbjuda ett hälsosammare matval. 
McDonald’s avisade helt att filmen skulle varit avgörande för deras beslut. 